# NGC 1539-1
NGC 1539-1 — несуществующий астрономический объект в созвездии Телец. «Открыт» Альбертом Мартом в 1864 году при помощи 48" телескопа конструкции Уильяма Лассела с острова Мальта. Описание Дрейера: «очень тусклый, очень маленький объект, более яркий в середине».
Этот объект входит в число перечисленных в оригинальной редакции «Нового общего каталога». Объект считается либо потерянным, либо несуществующим. Астроном Гарольд Корвин предположил, что в действительности запись NGC 1539-1 соответствует PGC 14852, но в таком случае первооткрыватель допустил большую ошибку в записи координат.